# ناتاشا لیسی
ناتاشا لیسی (انگلیسی: Natasha Lacy؛ زادهٔ ۸ ژوئیهٔ ۱۹۸۵) بازیکن بسکتبال اهل ایالات متحده آمریکا است.